# Yi Hwang
Yi Hwang (이황?, 李滉?; Andong, 1501 – 1570) è stato un filosofo coreano, uno dei principali studiosi neoconfuciani della Corea durante il periodo Joseon.
È il fondatore di Yeongnam e della scuola Dosan Seowon, un'accademia confuciana privata. È conosciuto con il suo pseudonimo, Toegye (퇴계?, 退溪?, l'eremita del torrente). Il suo nome di cortesia era Gyeongho (경호?, 景浩?).

## Biografia
Toegye nacque il 25º giorno dell'undicesimo mese lunare, 1501 ad Andong, nella cittadina di Yean. Appartiene al clan Jinseong Yi ed è il figlio più giovane di una famiglia di otto figli. Perde il padre all'età di due anni ed è la madre che lo spinge a studiare e imparare le buone maniere. Da bambino, ha imparato i Dialoghi e ha ammirato la poesia di Tao Qian. "Yadang" (야당?, 野塘?, Lo stagno selvaggio), una poesia scritta all'età di 18 anni, è considerata una delle sue opere principali. Intorno ai 20 anni si è immerso nello studio del Libro dei Mutamenti e del neoconfucianesimo.
È arrivato a Seoul a 23 anni per studiare all'Università di Sungkyunkwan, l'accademia nazionale. Ha superato gli esami preliminari nel 1527 per diventare un funzionario del governo e poi ha superato brillantemente gli esami di servizio civile nel 1534. All'età di 37 anni, quando sua madre morì, tornò a vivere nella sua città natale dove la pianse per tre anni. Ricoprì molti incarichi, nel 1542 fu nominato ispettore reale segreto (amhaengeosa) per controllare l'attività dei governatori provinciali. La sua integrità lo rende implacabile quando prende parte alle epurazioni di funzionari governativi corrotti. In più occasioni dovette andare in esilio dalla capitale per aver continuato ad aderire ai suoi principi.
Disilluso dalle lotte di potere e dalle controversie all'interno della corte reale durante gli ultimi anni di re Jungjong, si dimette dalla sua carica politica. Tuttavia, è spesso chiamato per nuovi compiti. Accettò dapprima incarichi nelle province: fu governatore di Danyang all'età di 48 anni, poi governatore di Punggi. In quella città, ha fatto rivivere il Baekundong Seowon, un'accademia confuciana privata fondata dal suo predecessore Ju Se-bung. In totale, ha ricoperto 140 posizioni e si è dimesso 79 volte.
Toegye fu nominato capo istruttore (daesaseong) a Sungkyunkwan nel 1552 e fondò il suo Dosan Seodang (una scuola elementare) nel 1560 ad Andong nella comune Dosan e si concentrò sull'insegnamento, lo studio e la meditazione. Su richiesta del re Myeongjong, si recò a corte all'età di 67 anni per incontrare gli ambasciatori della dinastia Ming cinese. Toegye morì l'ottavo giorno del dodicesimo mese lunare nel 1570. I suoi discepoli trasformarono il suo Dosan Seodang in Dosan Seowon nel 1574, cioè in un'accademia confuciana che includeva un santuario in suo onore. La sua filosofia è stata rapidamente introdotta in Giappone. Pertanto, i suoi insegnamenti furono la base del confucianesimo moderno in questo paese.
Attualmente, molti istituti accademici portano il suo nome e la sua testa adorna la banconota da 1000 won sudcoreani.

## Insegnamento
Toegye è autore di numerosi libri sul confucianesimo. Segue la visione dualistica di Zhu Xi che considera li e ki come le due forze fondamentali dell'universo.Toegye enfatizza li, l'elemento formativo, come forza esistenziale che determina il ki. Questa scuola di pensiero si oppone a quella che si concentra sul ki, l'elemento concreto e che era stata stabilita dal filosofo Yi I. Comprendere il modello determinante di li sarebbe più essenziale per la comprensione dell'universo che per riconoscere i principi che governano ogni singola manifestazione del ki. Questo approccio che enfatizza il ruolo di li è centrale negli insegnamenti della Yeongnam School, dove le tesi di Yi Hwang hanno continuato ad essere sviluppate da altre figure come Yu Seong-ryong e Kim Seoung-il.
Toegye ha anche imparato la calligrafia e la poesia. Ha scritto una serie di sijo, una forma di poesia di tre versi popolare tra gli studiosi del periodo Joseon.

## Opere
Toegye ha pubblicato 316 studi. Tra questi possiamo citare:
- Studio della saggezza in dieci diagrammi (성학십도, 聖學十圖)[4][5]
- Mappa e spiegazione delle opere di Zhu Xi (주자서절요, 朱子书节要)
- Commento alla scrittura del cuore (심경석의, 心经释义)
- Storia del neo-confucianesimo durante le dinastie Song, Yuan e Ming (송계원명이학통록, 宋季元明理學通錄)
- Il dibattito quattro-sette (사칠속편, 四七續篇): questo testo discute la filosofia di Zhu Xi con Gi Dae-seung.

Il "dieci diagramma saggezza studio" fu composto nel 1568 per il re Seonjo. Si tratta di una serie di lezioni per leader basate sull'esempio dei saggi del passato. I confuciani tradizionalisti avevano affermato che chiunque poteva imparare e diventare un saggio, i neoconfuciani hanno messo a portata di mano questo ideale di saggezza, così come l'illuminazione per i buddisti. Toegye cerca di presentare questo percorso iniziando ogni capitolo con un diagramma e un testo correlato dal lavoro di Zhu Xi o di un altro autore autorevole e terminando con un breve commento. Voleva essere in grado di presentare i dieci diagrammi su schermi così come in un opuscolo in modo che la mente del lettore fosse costantemente impegnata con i suoi contenuti fino a quando il materiale non fosse stato completamente assimilato.